# Спортивна гімнастика на літніх Олімпійських іграх 2016 — колода (жінки)
Змагання зі спортивної гімнастики (колода) серед жінок на літніх Олімпійських іграх 2016 пройшли 15 серпня на Олімпійській арені Ріо. Брали участь 8 спортсменів з 7-ми країн.

## Кваліфікаційний раунд
6 серпня відбувся кваліфікаційний раунд, за результатами якого визначились учасники фіналу. 
Гімнасти, які посіли перші 8 місць, кваліфікувалися у фінальний раунд. Якщо більш як два спортсмени однієї країни потрапляють до перших 8-ми, то ті, що нижче другого місця у своїй команді, не проходять далі, а їх заміняють спортсмени з наступними найкращими оцінками.
| Місце | Гімнастка            | Оц. скл. | Оц. вик. | Штр. | Сума   |
| ----- | -------------------- | -------- | -------- | ---- | ------ |
| 1     | Сімона Байлс (USA)   | 6.700    | 8.933    |      | 15.633 |
| 2     | Лорі Ернандес (USA)  | 6.400    | 8.966    |      | 15.366 |
| 3     | Флавія Сарайва (BRA) | 6.300    | 8.833    |      | 15.133 |
| 4     | Санні Веверс (NED)   | 6.300    | 8.766    |      | 15.066 |
| 5     | Кетеліна Понор (ROU) | 6.200    | 8.700    |      | 14.900 |
| 6     | Фань Їлінь (CHN)     | 6.400    | 8.466    |      | 14.866 |
| 7     | Марін Буає (FRA)     | 6.200    | 8.400    |      | 14.600 |
| 8     | Ізабела Онишко (CAN) | 6.500    | 8.033    |      | 14.533 |

## Фінал
| Місце | Ім'я                 | Складність | Виконання | Штраф | Загалом |
| ----- | -------------------- | ---------- | --------- | ----- | ------- |
| 1     | Санне Веверс (NED)   | 6.600      | 8.866     |       | 15.466  |
| 2     | Лорі Ернандес (USA)  | 6.400      | 8.933     |       | 15.333  |
| 3     | Сімона Байлс (USA)   | 6.500      | 8.233     |       | 14.733  |
| 4     | Марін Буає (FRA)     | 6.100      | 8.500     |       | 14.600  |
| 5     | Флавія Сарайва (BRA) | 6.300      | 8.233     |       | 14.533  |
| 6     | Фань Їлінь (CHN)     | 6.300      | 8.200     |       | 14.500  |
| 7     | Каталіна Понор (ROU) | 5.800      | 8.200     |       | 14.000  |
| 8     | Ізабела Онишко (CAN) | 6.100      | 7.300     |       | 13.400  |